# 诺尔玛错
诺尔玛错（藏語：སྣོར་མ་མཚོ，威利转写：snor ma mtsho，THL：Norma Tso）位于中国西藏自治区那曲市尼玛县境内，地处尼玛县东南部的山间盆地内，湖面海拔4695米，面积68.1平方公里。湖区气候寒冷干燥，年均气温-4～-2℃，年均降水量200毫米。湖水主要靠冰雪融水径流和泉水补给。湖区水源丰富，湖滨为天然牧场。